# Jean-Philippe Écoffey
Pour les articles homonymes, voir Écoffey.
 (juin 2017).
Si vous disposez d'ouvrages ou d'articles de référence ou si vous connaissez des sites web de qualité traitant du thème abordé ici, merci de compléter l'article en donnant les références utiles à sa vérifiabilité et en les liant à la section « Notes et références ».
Jean-Philippe Écoffey, né le 8 juillet 1959 à Lausanne, est un acteur suisse.

## Biographie
Jean-Philippe Écoffey suit des études de lettres à Lausanne. En 1982, il suit les cours au Conservatoire d'art dramatique de Genève, puis, après un bref passage au Conservatoire d'art dramatique de Paris, il entre à l'école du théâtre des Amandiers de Nanterre, dirigée par Patrice Chéreau. Le cinéaste Alain Tanner le fait jouer dans No Man's Land en 1984. Il a un fils, Gabriel, né en 1998, lui-même comédien, dont la mère est l'actrice Marine Delterme.

## Filmographie sélective

### Cinéma
- 1985 : No Man's Land de Alain Tanner : Jean
- 1985 : L'Effrontée de Claude Miller : Jean
- 1986 : L'Amour en marche
- 1986 : Gardien de la nuit : Yves Bazin
- 1986 : Nanou de Conny Templeman : Luc
- 1988 : Les Possédés d'Andrzej Wajda : Peter Verchovenskij
- 1988 : Poker de Catherine Corsini : Stéphane
- 1988 : Les Mendiants : Fred
- 1989 : Marie cherchait l'amour
- 1989 : L'Enfant de l'hiver d'Olivier Assayas : Bruno
- 1989 : Manika, une vie plus tard : père René
- 1989 : La Femme de Rose Hill : Jean
- 1990 : À tire-cœur
- 1990 : Henry et June de Philip Kaufman : Eduardo Sanchez
- 1994 : Mina Tannenbaum de Martine Dugowson
- 1994 : La Reine Margot de Patrice Chéreau
- 1995 : Ainsi soient-elles de Patrick Alessandrin et Lisa Alessandrin
- 1995 : Fiesta de Pierre Boutron
- 1996 : Mon homme de Bertrand Blier
- 1996 : L'Appartement de Gilles Mimouni
- 1997 : Ma vie en rose d'Alain Berliner
- 1997 : Le ciel est à nous de Graham Guit
- 1999 : Rembrandt de Charles Matton
- 2001 : Les Fantômes de Louba de Martine Dugowson : Serge
- 2002 : Dirty Pretty things de Stephen Frears
- 2003 : Moi César, 10 ans ½, 1m39 de Richard Berry
- 2005 : Douches froides d'Antony Cordier
- 2006 : Le Scaphandre et le Papillon de Julian Schnabel
- 2007 : Comme ton père de Marco Carmel
- 2009 : Commis d'office de Hannelore Cayre
- 2011 : Contre toi de Lola Doillon
- 2012 : Une bouteille à la mer de Thierry Binisti : Dan Levine
- 2013 : La Belle Vie de Jean Denizot : François
- 2016 : Moka, de Frédéric Mermoud

### Télévision
- 1986 : Série noire, épisode Piège à flics de Dominique Othenin-Girard
- 2000 : Ces forces obscures qui nous gouvernent de Olivier Doran
- 2007 : Mystère (mini-série) : Mr Costa
- 2011 : Rani de Arnaud Sélignac (série télévisée)
- 2013 : Les Petits Meurtres d'Agatha Christie (épisode Meurtre au champagne)
- 2014 : Alice Nevers, le juge est une femme : Mr Valmon (épisode 9, saison 12)
- 2015 : Arletty, une passion coupable d'Arnaud Sélignac : Jalon
- 2016 : Lanester : Les Enfants de la dernière pluie de Jean-Marc Brondolo
- 2018 : Journal de ma tête de Ursula Meier (épisode de la série Ondes de choc)
- 2019 : Double Vie de Bruno Deville

## Théâtre
- 1984, 1985 : Lucio Silla de Wolfgang Amadeus Mozart, mise en scène Patrice Chéreau, direction musicale Sylvain Cambreling, Scala de Milan, Théâtre Nanterre-Amandiers, Opéra royal Théâtre de la Monnaie Bruxelles
- 1986 : Quai Ouest de Bernard-Marie Koltès, mise en scène Patrice Chéreau, Théâtre Nanterre-Amandiers, Charles
- 1988 : La Mouette d’Anton Tchekhov, mise en scène Andrei Konchalovski, Odéon-Théâtre de l'Europe
- 1989 : La Mouette d’Anton Tchekhov, mise en scène Andrei Konchalovski, Odéon-Théâtre de l'Europe
- 1997 : Quartett de Heiner Müller, mise en scène Benoît Lavigne, Festival d'Avignon, Théâtre du Ranelagh
- 1998 : Tout contre de Patrick Marber, mise en scène Patrice Kerbrat, Théâtre Fontaine
- 2007 : Thalasso d'Amanda Sthers, mise en scène Stéphan Guérin-Tillié, Théâtre Hébertot
- 2010 : Ubu roi d'Alfred Jarry, mise en scène Franck Berthier, Vingtième Théâtre